# Hatemler (Latchine)
Hatemler est un village de la région de Latchine en Azerbaïdjan.

## Histoire
Entre 1992 et 2020, Hatemler était sous le contrôle des forces armées arméniennes. Le 1er décembre 2020, le village repasse sous la souveraineté de l'Azerbaïdjan, comme l'ensemble du raion de Latchine, conformément à l'accord de cessez-le-feu du Haut-Karabakh.

## Population
Selon les statistiques de 2006, la population du village était de 220 personnes.

## Économie
La principale ressource économique du village vient de l’élevage.